# Stillmatic
Stillmatic is het vijfde studioalbum van de Amerikaanse rapper Nas. In tegenstelling tot zijn voorgaande werk, concentreert Nas zich met dit album weer meer op maatschappelijke thema's. Hij uit flinke kritiek op de Amerikaanse binnenlandse en buitenlandse politiek, rapt over het leven in de ghetto en haalt ook flink uit naar collega rapper Jay-Z, met wie hij destijds een conflict had over wie nou de beste rapper van het moment was.

## Tracklist
| Nr. | Titel                                                      | Producer(s)                         | Duur |
| --- | ---------------------------------------------------------- | ----------------------------------- | ---- |
| 1.  | Stillmatic (The Intro)                                     | Hangmen 3                           | 2:11 |
| 2.  | Ether                                                      | Ron Browz                           | 4:37 |
| 3.  | Got Ur Self A...                                           | Megahertz                           | 3:48 |
| 4.  | Smokin'                                                    | Nas, Precision                      | 3:47 |
| 5.  | You're da Man                                              | Large Professor                     | 3:26 |
| 6.  | Rewind                                                     | Large Professor                     | 2:13 |
| 7.  | One Mic                                                    | Nas, Chucky Thompson for The Hitmen | 4:28 |
| 8.  | 2nd Childhood                                              | DJ Premier                          | 3:51 |
| 9.  | Destroy & Rebuild                                          | Baby Paul, Mike Risko               | 5:24 |
| 10. | The Flyest (featuring AZ)                                  | L.E.S.                              | 4:38 |
| 11. | Braveheart Party (featuring Mary J. Blige and Bravehearts) | Swizz Beatz                         | 3:43 |
| 12. | Rule (featuring Amerie)                                    | Trackmasters                        | 4:32 |
| 13. | My Country (featuring Millennium Thug)                     | Lofey                               | 5:12 |
| 14. | What Goes Around (featuring Keon Bryce)                    | Salaam Remi                         | 4:59 |

| Nr. | Titel                          | Producer | Duur |
| --- | ------------------------------ | -------- | ---- |
| 15. | Every Ghetto (featuring Blitz) | L.E.S.   | 3:28 |

| Nr. | Titel                     | Producer | Duur |
| --- | ------------------------- | -------- | ---- |
| 1.  | No Idea's Original        |          | 3:07 |
| 2.  | U Gotta Love It (Snippet) |          | 1:33 |
| 3.  | My Way (Snippet)          |          | 1:36 |
| 4.  | Make It Last (Snippet)    |          | 1:57 |
| 5.  | Doo Rags (Snippet)        |          | 1:22 |